# Trănak, Burgas
Trănak (în bulgară Трънак) este un sat în comuna Ruen, regiunea Burgas,  Bulgaria. 

## Demografie
Componența etnică a satului Trănak
     Turci (87,75%)
     Bulgari (3,15%)
     Nicio identificare (9,09%)
     Altele (0%)
La recensământul din 2011, populația satului Trănak era de 1.298 locuitori. Din punct de vedere etnic, majoritatea locuitorilor (87,75%) erau turci, cu o minoritate de bulgari (3,15%). Pentru 9,09% din locuitori nu este cunoscută apartenența etnică.